# Musik ombord
Musik ombord är en svensk film från 1958 i regi av Sven Lindberg.

## Handling
Sångerskan Ulla Winther gör comeback.

## Om filmen
Filmen hade premiär på biograf Grand i Stockholm den 23 oktober 1958. Den har visats vid ett flertal tillfällen i SVT, bland annat i maj 2019.

## Rollista i urval
- Alice Babs – Ulla Wickström (Ulla Winther)
- Sven Lindberg – Rolf Wickström, hennes man
- Lena Nyman – Yvonne Wickström, deras dotter
- Svend Asmussen – Jensen
- Ulrik Neumann – Hansen
- Lena Granhagen – Gittan, Ullas syster
- Tage Severin – Lennart
- Douglas Håge – Charles Frick, impressario
- Ove Tjernberg – Johnny
- Rolf Johansson – Berra
- Monica Ekberg – Agneta
- Erik Strandell – herr Bjarnehed
- Eivor Landström – fru Bjarnehed
- Torsten Winge – skeppsmäklare
- Siv Ericks – växeltelefonist
- John Norrman – Frykan, före detta kapten
- Synnøve Strigen – Sonja
- Kotti Chave – Samuelsson
- Ragnar Sörman – Andersson, tjänsteman på rederiet
- Sten Ardenstam – berusad restauranggäst
- Göthe Grefbo – kypare
- Curt Löwgren – stadsbud
- Birger Sahlberg – stadsbud
- Bibi Carlo – rock'n'roll-dansare
- Lars Kühler – rock'n'roll-dansare
- Jan Tiselius – kille i gänget

## Filmmusik i urval
- Barock, Barock, kompositör Svend Asmussen och Ulrik Neumann
- Old Sent Sciffle, kompositör Ulrik Neumann
- Rock'n'Roll, kompositör Bengt Hallberg
- Texas-Dixie, kompositör Bengt Hallberg
- Det tror jag, kompositör Bengt Hallberg, text Gösta Rybrant
- Hansen & Jensen, kompositör och text Svend Asmussen och Ulrik Neumann
- Humlan, kompositör Bengt Hallberg, text Eric Sandström
- Tänk så mycket skoj vi haft, kompositör Bengt Hallberg, text Eric Sandström
- Vi tar det bästa porslinet, kompositör Bengt Hallberg, text Eric Sandström
- Nina och Sing – Sing – Sing, kompositör och text Paul Kuhn
- Nu ska vi gå till sjöss, kompositör Ulrik Neumann, text Eric Sandström
- Ut i naturen, kompositör Svend Asmussen, text Eric Sandström
- Alter Fritz, folkvisa från Tyrolen
- Maryland, amerikansk dixielandmarsch från 1920-talet

## DVD
Filmen gavs ut på DVD 2009 och 2017.